# Economia dels recursos
L'economia dels recursos inclou l'estudi de l'economia ambiental, la producció agrícola i el mercat, la bioeconomia, el desenvolupament econòmic de les comunitats, la utilització dels recursos, i les polítiques ambientals d'un govern.